# Arbeitsrechtliches Beschäftigungsförderungsgesetz
Das Arbeitsrechtliche Beschäftigungsförderungsgesetz war Teil des „Programms zur Förderung von Wachstum und Beschäftigung“ (Sparpaket) der CDU/CSU/FDP-Regierung unter Bundeskanzler Kohl aus dem Jahr 1996.

## Politischer Hintergrund
Das Gesetz entstand unter dem Eindruck der immer deutlicher werdenden Folgen der Globalisierung und vier Millionen Arbeitslosen. Ziel der Regierung war es, durch eine Senkung von Lohnnebenkosten und eine „beschäftigungsfreundliche Flexibilisierung des Arbeitsrechts“ das Wirtschaftswachstum zu unterstützen und so mittelbar neue Arbeitsplätze zu schaffen. Dazu wurde durch das Arbeitsrechtliche Beschäftigungsförderungsgesetz das Kündigungsschutzrecht geändert, die Entgeltfortzahlung im Krankheitsfall begrenzt und der Abschluss von befristeten Arbeitsverträgen erleichtert.

## Inhalt
- Artikel 1: Änderung des Kündigungsschutzgesetzes. Der Schwellenwert, bis zu dem ein Betrieb nicht dem Kündigungsschutzgesetz unterliegt, wurde von fünf auf zehn Arbeitnehmer erhöht. Diese Änderung hatte zur Folge, dass Arbeitnehmer in Betrieben mit zehn oder weniger Arbeitnehmern keinen allgemeinen Kündigungsschutz mehr genossen. Allerdings wurde eine auf drei Jahre befristete Übergangsregelung zum Besitzstandsschutz geschaffen.
- Artikel 2: Änderung des Bundesurlaubsgesetzes
- Artikel 3: Änderung des Entgeltfortzahlungsgesetzes. Das kraft Gesetzes im Krankheitsfall zu leistende Arbeitsentgelt wurde auf 80 Prozent gesenkt. Bei neu begründeten Arbeitsverhältnissen musste eine Wartezeit von vier Wochen eingehalten werden.
- Artikel 4: Erleichterung des Abschlusses von befristeten Arbeitsverhältnissen durch Änderung des Gesetzes über arbeitsrechtliche Vorschriften zur Beschäftigungsförderung.
- Artikel 5: Änderung des Betriebsverfassungsgesetzes
- Artikel 6: Übergangsregelung zum Konkursrecht
- Artikel 7: Änderung des Bürgerlichen Gesetzbuchs
- Artikel 8: Änderung des Arbeitsplatzschutzgesetzes
- Artikel 9: Änderung des Arbeitsschutzgesetzes
- Artikel 10: Änderung des Arbeitssicherheitsgesetzes
- Artikel 11: Änderung des Berufsbildungsgesetzes
- Artikel 12: Änderung des Bundeserziehungsgeldgesetzes
- Artikel 13: Inkrafttreten

## Korrekturen 1998
Die durch das Arbeitsrechtliche Beschäftigungsförderungsgesetz vorgenommenen Änderungen im Kündigungsschutzgesetz und im Entgeltfortzahlungsgesetz wurden 1998 teilweise zurückgenommen. Die neu gewählte rot-grüne Bundesregierung unter Kanzler Schröder brachte dazu das Gesetz zu Korrekturen in der Sozialversicherung und zur Sicherung der Arbeitnehmerrechte auf den Weg. In der Begründung zu diesem Korrekturgesetz heißt es, die durch das Arbeitsrechtliche Beschäftigungsförderungsgesetz vorgenommenen „Einschnitte in Arbeitnehmerschutzrechte“ hätten „den sozialen Frieden und die soziale Partnerschaft als wichtige Rahmenbedingungen für Motivation und Leistung beeinträchtigt“. Das Ziel, zusätzliche Arbeitsplätze zu schaffen, sei hingegen nicht erreicht worden. Deshalb wurden unter anderem der Schwellenwert im Kündigungsschutzgesetz wieder auf fünf Arbeitnehmer gesenkt. Die Höhe des Entgelts bei der Entgeltfortzahlung im Krankheitsfall wurde gesetzlich auf 100 Prozent festgeschrieben.

## Abgrenzung
Das Arbeitsrechtliche Beschäftigungsförderungsgesetz ist nicht identisch mit dem von 1985 bis 2000 geltenden Gesetz über arbeitsrechtliche Vorschriften zur Beschäftigungsförderung. Letztgenanntes war der Vorläufer des Teilzeit- und Befristungsgesetzes. Um Verwechselungen wegen des Namens zu vermeiden, wird das Arbeitsrechtliche Beschäftigungsförderungsgesetz auch als „Beschäftigungsförderungsgesetz 1996“ bezeichnet, das Gesetz über arbeitsrechtliche Vorschriften zur Beschäftigungsförderung  hingegen als „Beschäftigungsförderungsgesetz 1985“.

### Monografien
- Dietmar Heise, Holger M. Lessenich, Philip W. Merten: Das neue Arbeitsrecht auf einen Blick. Änderungen durch das arbeitsrechtliche Beschäftigungsförderungsgesetz 1996. Haufe, 1. Auflage, Freiburg im Breisgau 1997, ISBN 3-448-03558-0.
- Bernd Schiefer, Michael Worzalla:  Das Arbeitsrechtliche Beschäftigungsförderungsgesetz und seine Auswirkungen für die betriebliche Praxis. Luchterhand, 1. Auflage, Neuwied 1996, ISBN 3-472-03057-7.
- Thomas Volmar: Das neue Beschäftigungsförderungsgesetz. Auswirkungen auf die Befristung von Arbeitsverhältnissen, Lohnfortzahlung und Kündigung. Forum Verlag, 1. Auflage, Mehring 1996, ISBN 3-932021-17-7.

### Aufsätze
- Rudolf Buschmann: Bilanz eines gescheiterten Gesetzes. Das arbeitsrechtliche Beschäftigungsförderungsgesetz 1996. In: Arbeitsrecht und Arbeitsgerichtsbarkeit. Festschrift zum 50-jährigen Bestehen der Arbeitsgerichtsbarkeit in Rheinland-Pfalz. 1999, S. 543–562.
- Manfred Löwisch: Das Arbeitsrechtliche Beschäftigungsförderungsgesetz. In: Neue Zeitschrift für Arbeitsrecht 1996, S. 1009–1017.
- Ulrich Preis: Das arbeitsrechtliche Beschäftigungsförderungsgesetz 1996. In: Neue Juristische Wochenschrift 1996, S. 3369–3378. Download (PDF; 161 kB)